# متحف إيران الوطني
المتحف الوطني مجموعة من الكنوز والآثار ما قبل التاريخ في إيران، والذي يقع في طهران. مبنى المتحف يتكون من اثنين من أسماء منفصلة متحف عريق التاريخ وفتح 1316 من متحف العصر الإسلامي مع موعد الافتتاح هو 1375.
المتحف الوطني عمرة 60 سنة، وليس فقط أكبر متحف من الأثرية وتاريخ إيران ولكن أيضا من حيث تنوع وحجم ونوعية المكونات المتعددة يعمل من العالم تعتبر كبيرة المتاحف. متحف في إيران، وكذلك النظر فيها المتاحف متحف الثقافة الأم. الآن Ardakani أزده إيران من المتحف الوطني بقاء 13 بهمن 1388 تاريخ الفارسي حامد، رئيس التراث الثقافي وقت تم تعيين رئيس لهذا المنصب.

## المتحف
يعتبر متحف المجوهرات في العاصمة الإيرانية طهران من بين أهم الأماكن التي يتوافد عليها السياح الأجانب.
فمن يذهب لزيارة قصور ملوك إيران ومنهم الشاه السابق «محمد رضا بهلوي»، لابد أن يفتن بمجوهراتهم، حيث يقف السياح الأجانب إلى جانب المواطنين في طابور طويل أمام بوابات المتحف الذي يقع في إحدى بنايات البنك المركزي الإيراني.
ملكية المجوهرات
يحكي متحف المجوهرات فصلا مهما من تاريخ الملكية في إيران الذي يعود إلى أكثر من ألفين وخمسمائة عام.
وتعتبر المجوهرات السمة البارزة في الملكية الإيرانية، فالشاه وعلى خلاف ملوك أوروبا الذين كانوا يهتمون بجمع الثروة، يعرف بتاجه الملكي وملابسه المرصعة بالمجوهرات، وما تحويه خزائنه، كما يقول الخبير «محمد علي قاجاري» الذي يضيف بالقول:«الشاه في إيران يعرف في الاجتماعات العامة من خلال المجوهرات المبثوثة على بدلته وسيفه وحتى حدوة حصانه.»
إنه معرض متجول يتطلع إليه المواطنون الذين اعتادوا على هذه المظاهر عبر التاريخ. ولايتوقف ولع ملوك فارس (الاسم القديم لإيران) على استخدام المجوهرات في ترصيع عروشهم وتيجانهم وأسلحتهم، بل يتعداه إلى أدوات المطبخ وأواني الطعام وغرف النوم ليصل الي حدائقهم.
ويقول الخبير «قاجاري»:«في العهد الساساني القديم كانت حتى الأشجار في حدائق البلاط الشاهنشاهي مزينة بالجواهر كما لو أنها فواكه.»
هدايا الملوك
لقد تم تأسيس المتحف عام 1375 بعد نقل 21 صندوقا مليئا بالمجوهرات التي تعود إلى العهد الصفوي قبل اربعمئة عام من قصر «كلستان» الذي بناه أحد ملوك القاجاريين في طهران.
ويضم المتحف ثمانية آلاف قطعة من المجوهرات التي تعود غالبيتها إلى ملوك الصفويين والقاجاريين، إلى جانب هدايا ملوك أوروبا، ومنهم ملكة بريطانيا فكتوريا، التي أهدت سيفا إلى «ناصر الدين شاه» الذي حكم إيران قبل حوالي مائة وأربعين عاما.
ويقول مدير المتحف «علي سنائي راد»:«إنه من الصعف جدا على الخبراء تحديد قيمة هذه المجوهرات التي لامثيل لها في العالم». ويتساءل «كيف يمكن معرفة قيمة هذه الجواهر وفي هذا المتحف مايعادل ربع مجوهرات العالم، مع أن برج لندن لاتوجد فيه سوى جوهرتان كبيرتان.»
هذه الكرة الأرضية مطلية ب34كلم ذهب ومزينة ب 27 ألف جوهرة!
عرش الطاووس
ويشعر زوار المتحف بانشداد قوي إلى العرش الملكي الذي صنعه الملك «فتح علي شاه» قبل ماينوف عن مائتي عام. وهو مرصع بسبعة وعشرين ألف جوهرة، ويطلق عليه تسمية «عرش الطاووس».
كما تتوسط القاعة كرة أرضية مطلية بأربعة وثلاثين كيلو غراما من الذهب، ومطعمة بإحدى وخمسين ألف قطعة من الياقوت والماس والزمرد والفيروز وهي أغلى أنواع المجوهرات.
وتفرض السلطات الإيرانية إجراءات أمنية صارمة على المتحف، إذْ لا يحق لأي جهة نقل مجموعة من المجوهرات دون موافقة مسبقة من البرلمان.
وحتى في عهد شاه إيران السابق «محمد رضا بهلوي» لم تضع زوجته «فرح» التاج الملكي على رأسها إلا مرة واحدة وذلك أثناء مراسم التتويج التي أقيمت في البلاط ثم أعيد إلى المتحف.
وتذكر الكتيبات التي توزع على السياح بأن هذه المجوهرات تعكس حقيقتين متناقضتين: استبداد الملوك وروعة الحضارة.

## ميزات
الكائنات القديمة في قاعة العرض القديمة المقررات المختلفة المتصلة العصر الحجري القديم في مرحلة عصر المذكورة هي في وقت متأخر. وأقدم هذه الصخور Sakhthhay الكوارتز مصنوعة، المتصلة حوض نهر اكتشاف في الشرق مشهد، وأكثر من مليون سنة من العمر. مجموعات أخرى من الكنوز القديمة ملء هذا القسم المتعلقة مقاطعة جيلان والطريقة التي بالقرب من مهاباد، وهي عبارة عن 7 حتي 400 سنة. فترات العصر الحجري القديم الأوسط وجديدة مثيرة للاهتمام أيضا يعمل Tvjhay في قاعة المتحف ينظر إلى أن ما بين 200000 حتي 10000 سنة.

## العنوان
شارع الإمام الخميني، ومجموعات حدائق وطنية تاريخية، أستاذ الشارع Rvln

## المصدر
- الموقع الرسمي للمتحف

1. ↑   https://irannationalmuseum.ir/en/. {{استشهاد ويب}}: |url= بحاجة لعنوان (مساعدة) والوسيط |title= غير موجود أو فارغ (من ويكي بيانات) (مساعدة)
2. ↑  "معلومات عن متحف إيران الوطني على موقع viaf.org". viaf.org. مؤرشف من الأصل في 2020-02-07.
3. ↑  "معلومات عن متحف إيران الوطني على موقع d-nb.info". d-nb.info. مؤرشف من الأصل في 2020-02-07.
4. ↑  "معلومات عن متحف إيران الوطني على موقع ido.ringgold.com". ido.ringgold.com. مؤرشف من الأصل في 2019-06-30.